# Hampton (Virginie)
Pour les articles homonymes, voir Hampton.
Hampton est une ville américaine, ville indépendante de Virginie, située à l'extreme sud-est de la péninsule de Virginie bordant les Hampton Roads et la baie de Chesapeake. La population de Hampton est estimée à 145 579 habitants sur une surface de 352,8 km2.
C'est à Hampton que se trouve le Fort Monroe, un fort militaire américain, la Langley Air Force Base, une base aérienne, et le Langley Research Center, centre de recherche de la NASA.

## Histoire
La ville a été créée en 1610 par des colons anglais, en effet l'emplacement stratégique justifiait une colonie anglaise pour défendre le territoire contre d'autres colons européens. La ville doit son nom à Henry Wriothesley, troisième comte de Southampton. Durant la Guerre d'indépendance des États-Unis et la Guerre de Sécession, la ville fut entièrement brulée. En 1952, la ville incorpore Phoebus et le comté d'Elizabeth City.